# Hamry nad Sázavou
Hamry nad Sázavou là một làng thuộc huyện Žďár nad Sázavou, vùng Vysočina, Cộng hòa Séc.